# Edisons 1961

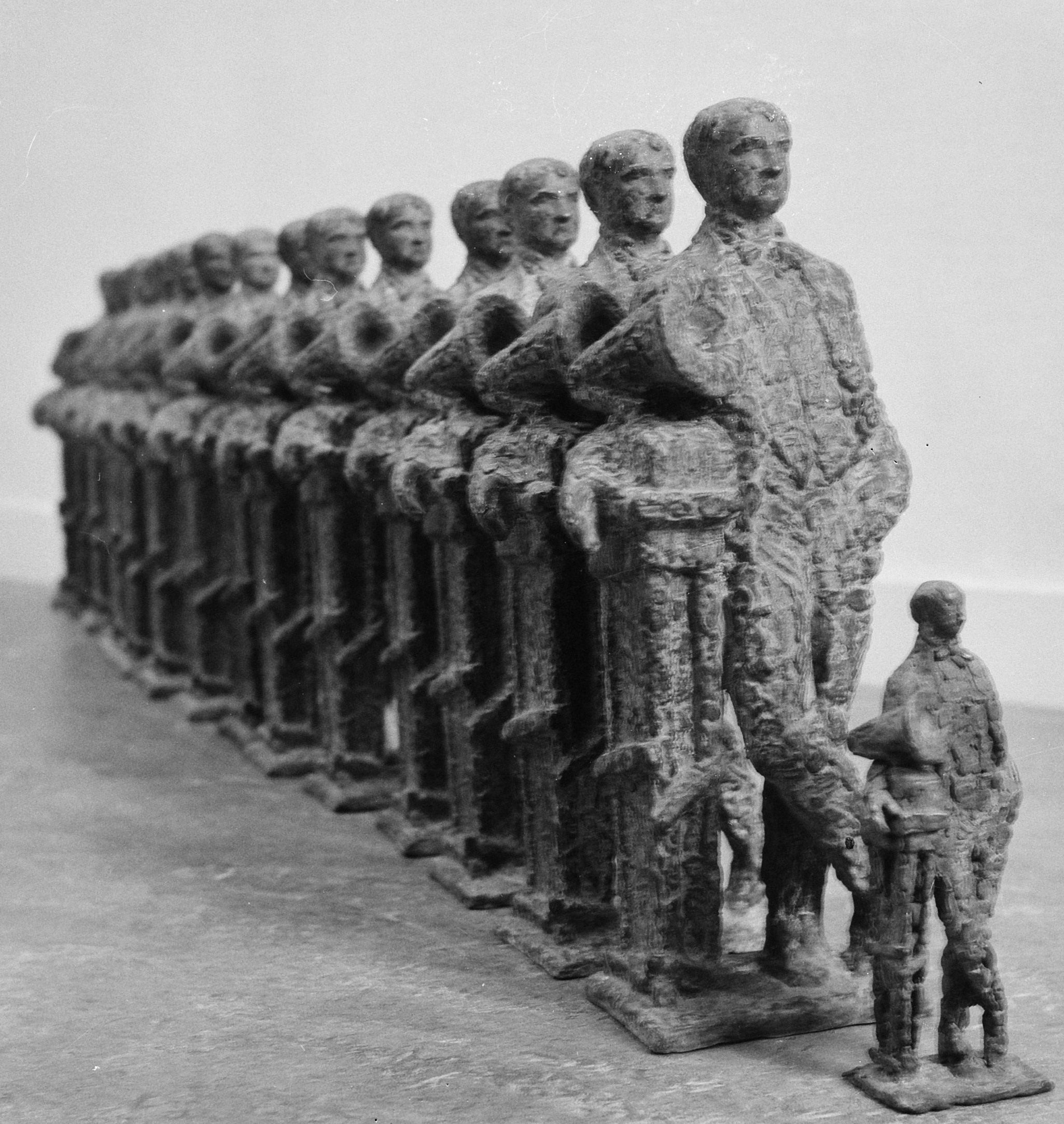
Edisons van 1961

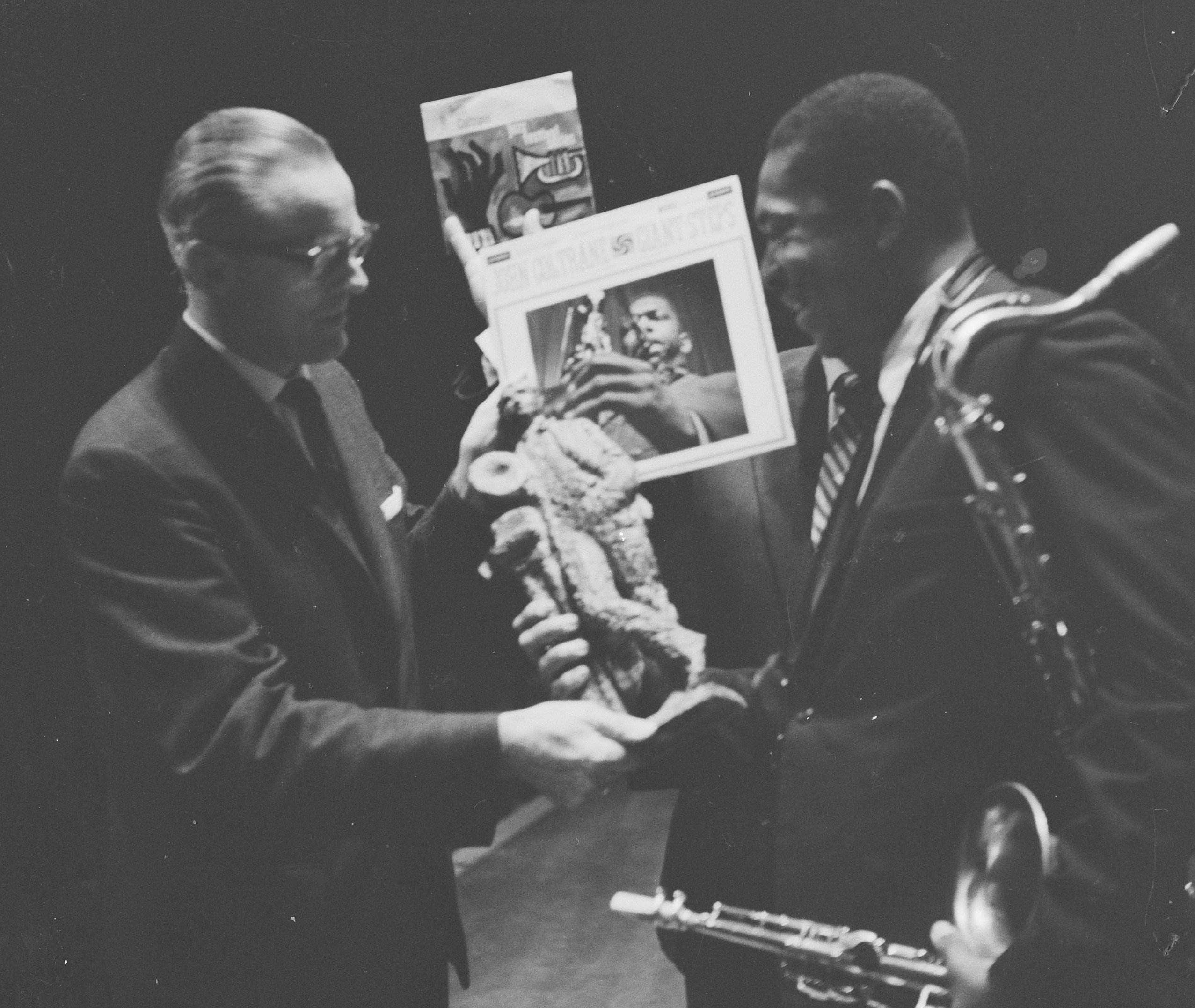
John Coltrane ontvangt zijn Edison

De tweede editie van de Edisons vond plaats op zaterdag 30 september 1961 tijdens het Grand Gala du Disque. Het gala werd uitgezonden vanuit de Kurzaal van het Kurhaus in Scheveningen en werd gepresenteerd door Wim Sonneveld.
Vele artiesten traden op, ook namen die geen Edison uitgereikt kregen. Onder hen waren onder meer Charles Aznavour, Caterina Valente, Lys Assia, Toots Thielemans en Siw Malmkvist.
Volgens mediaberichten uit die tijd leidde deze editie van het Grand Gala tot nogal wat relletjes, onder meer omdat Aznavour en Valente een Edison was beloofd om hen naar Scheveningen te lokken. Toen zij geen Edison wonnen, waren beiden daar naar verluidt bijzonder boos over.
Ook verdwenen na afloop twee Edison-beelden (toen nog van een veel groter formaat dan tegenwoordig; ze wogen 7,5 kilo per stuk) spoorloos van het podium.

## Winnaars
Internationaal
- Vocaal: Harry Belafonte voor het album Belafonte at the Carnegie Hall
- Jazz: John Coltrane voor het album Giant Steps
- Instrumentaal: Jack Marshall

Nationaal
- Jazz: Rita Reys en Pim Jacobs voor Marriage in Modern Jazz
- Cabaret: Wim Kan
- Gesproken Woord: Ko van Dijk voor Dante's Dood
- Teenagermuziek: The Blue Diamonds
- Big Band: Luchtmachtkapel voor het album Marching Together
- Jeugd: Henk Bakker voor Ali Baba en de Veertig Rovers

1960 · 1961 · 1962 · 1963 · 1964 · 1965 · 1966 · 1967 · 1968 · 1969 · 1970 · 1971 · 1972 · 1973 · 1974 · 1975 · 1976 · 1977 · 1978 · 1979 · 1980 · 1981 · 1982 · 1983 · 1984 · 1985 · 1986 · 1987 · 1988 · 1989 · 1990 · 1991 · 1992 · 1993 · 1994 · 1995 · 1996 · 1997 · 1998 · 1999 · 2000 · 2001 · 2002 · 2003 · 2004 · 2005 · 2006 · 2007 · 2008 · 2009 · 2010 · 2011 · 2012 · 2013 · 2014 · 2015 · 2016 · 2017 · 2018 · 2019 · 2020 · 2021 · 2022 · 2023 · 2024